# NOW3
NOW3（ナウスリー）は、1995年11月8日にリリースされたコンピレーションCD。

## 解説
- Now That's What I Call Music!シリーズの第3弾。

## 収録曲
1. ガール・パワー/シャンプー
2. ロックンロール・イズ・デッド/レニー・クラビッツ
3. ハイパービート！/ダルファー
4. サマータイム/シャーギー
5. カントリー・ハウス/ブラー
6. マイ・ラブ・イズ・フォー・リアル/ポーラ・アブドル
7. チェンジ・オブ・ハート/ウェンディ・モートン
8. フー・アー・ユー？/エターナル
9. ホワイト・ラインズ/デュラン・デュラン
10. ガット・トゥ・キープ・ムービング/シンク・トゥワイス
11. ミリオン・マイルズ/キザイア・ジョーンズ
12. 僕たちの夏物語/アリ・キャンベル
原題：YOU CAN CRY ON MY SHOULDER
13. ジェラシー/チャールズ＆エディ
14. スリー・イズ・ファミリー/デイナ・ドーソン
15. かわらぬ想い/デビー・ギブソン
原題：FOR BETTER OR WORSE
16. アイ・ビリーブ/ブレシッド・ユニオン・オブ・ソウルズ
17. オールウェイズ/エスピリトゥ
18. 想い出にかわるまで/ダイアナ・ロス
原題：TAKE ME HIGHER